# Ellobiidae
Ellobiidae (лат.) — семейство лёгочных улиток из отряда Ellobiida. Характеризуются овальными раковинами от 1 до 100 мм в высоту.

## Местообитания
Ellobiidae населяют приливно-отливную зону (мангровые заросли, приморские луга, илистые грунты) и в достаточной степени увлажнённые прилегающие участки побережья. Представители подсемейства Carychiinae распространены вдали от морских берегов, обитая в лесной подстилке и на заболоченных территориях (род Carychium), а также в пещерах (род Zospeum, Carychium strygium).

## Классификация
- семейство: Ellobiidae
  -     - род: Auriculinella Tausch, 1886
    - род: Blauneria Shuttleworth, 1854
    - род: Creedonia Martins, 1996
    - род: Detracia Gray in Turton, 1840
    - род: Leuconopsis Hutton, 1884
    - род: Microtralia Dall, 1894
    - род: Ovatella Bivona, 1832
    - род: Tralia Gray, 1840

  - подсемейство: Ellobiinae
    - род: Allochroa Ancey, 1887
    - род: Auriculastra von Martens, 1880
    - род: Cassidula Férussac, 1821
    - род: Cylindrotis Moellendorff, 1895
    - род: Leucophytia Winckworth, 1949

  - подсемейство: Carychiinae
    - род: Carychium O. F. Müller, 1774
    - род: Zospeum Bourguignat, 1856

  - подсемейство: Melampinae
    - род: Blauneria Shuttleworth, 1854
    - род: Detracia Gray In Turton, 1840
    - род: Laemodonta Philippi, 1846
    - род: Melampus Montfort, P.D. de, 1810
    - род: Microtralia Dall, W.H., 1889
    - род: Phytia Röding, 1798
    - род: Tralia Gray, J.E. in Turton, 1840

  - подсемейство: Pedipedinae
    - род: Marinula King and Broderip, 1832
    - род: Pedipes Ferussac, 1821
    - род: Pseudomelampus Pallary, 1900

  - подсемейство: Pythiinae
    - род: Ellobium Röding, 1798
    - род: Myosotella Monterosato, 1906
    - род: Ovatella Bivona, 1832
    - род: Pleuroloba Hyman, Rouse & Ponder, 2005
    - род: Pythia Röding, 1798
    - род: Rangitotoa Powell, 1933
    - род: Sarnia H. Adams & A. Adams, 1855

  - † подсемейство: Zaptychiinae
    - † род: Zaptychius Walcott, 1883